# 相良長寛
相良 長寛（さがら ながひろ）は、肥後国人吉藩の第11代藩主。

## 生涯
宝暦元年（1751年）12月6日、備前岡山藩主・池田宗政の次男として生まれる。幼名は護之進。のち初名の政長（まさなが）を名乗る。
外祖父（母方の祖父）にあたる第6代筑前福岡藩主黒田継高は、実子の重政、長経を相次いで亡くし、跡継ぎがいなかった。このため、継高と重臣たちは評議の上で、継高の長女・藤子が嫁いだ岡山藩池田家から外孫である政長を養子に迎えることに決定した。しかし、幕府の要請により一橋宗尹の五男の隼之助（後の黒田治之）を養嗣子に迎えることとなったため、この養子縁組は破談になった。宝暦13年（1763年）のことである。
それから数年間を実家の池田家で過ごした後に、明和6年（1769年）3月5日、第10代人吉藩主・相良福将が死去した際に、末期養子として家督を継いだ。同年3月15日、将軍・徳川家治に御目見した。同年4月28日、藩主として初めてお国入りの許可を得る。同年5月4日に江戸を出発し、6月16日に人吉城に入った。お国入りにあたって、板倉勝興の三男・至親を仮養子に指名した。明和7年（1770年）12月16日、従五位下壱岐守に叙任された。安永3年（1774年）11月15日、長泰（ながやす、政長から改名）から長寛と名を改めた（改名に関する詳細は後述）。
天明2年（1782年）8月、山田村伝助が真宗禁制の掟を破って信仰しているとして捕縛し、処刑するという事件が起こった。同年から天明5年（1785年）までは天明の飢饉に苦しんだ。また、長寛は学問を好んで細井平洲に学び、東白髪らを挙用して、天明6年（1786年）に藩校「習教館（しゅこうかん）」を創設し、天明8年（1788年）には武芸道場「郷義館」を創設する。
享和2年（1802年）2月5日に庶長子の頼徳に家督を譲って隠居し、文化10年（1813年）4月26日に死去した。享年63。

## 改名について
相良長寛は、池田家時代には池田護之進、のち池田政長を名乗り、以後、
1. 政長→長泰
2. 長泰→長寛

と改名した。2.については上述の通り相良氏に養子として入ってからであるが、1.についてその改名の時期は不明である。これは偶然にも黒田・相良両氏は「長」の通字を代々用いる家系であり、しかも長寛の初名が「政長」でその字が入っているために、これを特定するのはなかなか難しく、それを確定する史料もないからである。

## 系譜
父母
- 池田宗政（実父）
- 藤子、宝源院 - 黒田継高の長女（実母）
- 相良福将（養父）

正室
- 五百姫 - 松平忠名の娘

側室
- 浜崎名美恵 - 観智院
- 阿川氏
- 中村氏

子女
- 相良頼徳（長男） 生母は観智院
- 相良義休（次男） 生母は五百姫、嫡男であったが乱心のため廃嫡。
- 相良頼匡
- 大島義徳
- 万江頼順
- 戸川達義
- 於愛
- 於登那 - 米良則順室
- 於慶 - 溝口直侯室
- 於盈
- 於基
- 於盛

養子（仮養子）
- 巨勢至親 - 板倉勝興の三男